# 袁兆昌
袁兆昌（1978年—），香港作家，其代表作品《超凡學生》奪得第十五屆「中學生好書龍虎榜」冠軍。曾任教科書公司及文學雜誌《字花》、《明報》世紀版編輯。

## 生平
袁兆昌生於1978年，早於2000年便由香港藝術發展局資助出版詩集《結帳》，並獲得「青年文學獎新詩高級組冠軍」。於高考後成為新界喇沙中學的中文科教學助理，並透過邀請本地作家舉辦「中文寫作培訓」，把學生作品結集為《騫翥》一書，推動本地寫作文化。其後以書寫香港學生為題的《超凡學生》獲得第十五屆「中學生好書龍虎榜」冠軍而為人熟識。除《超凡學生》繼續發展出續作及漫畫外，亦有推出詩集及《熊系列》小說

## 校園生活[1]
- 3歲入讀粉嶺神召會幼稚園。後轉讀大埔協恩幼稚園。
- 5歲入讀上水宣道小學
- 11歲入讀北區名校香港道教聯合會鄧顯紀念中學，熱忱籃球運動，翌年留級一年，三年後他轉讀聖芳濟各書院。最後畢業於新界喇沙中學。

## 作品
- 詩集《結帳》，東岸書店，2000年6月1日，ISBN 9628569856
- 小說《超凡學生》，阿湯圖書，2003年1月10日，ISBN 9628787292
- 小說《弓在馬桶上的憶述者》，陳湘記，2003年9月1日，ISBN 9629320738
- 編輯結集《騫翥》，新界喇沙中學，2003年9月29日
- 小說《超凡學生2正字遊戲》，阿湯圖書，2004年1月1日，ISBN 9628787446
- 編輯結集《沙之書》，陳湘記，2004年7月1日，ISBN 9629320762
- 小說《超凡學生3班長消失》，阿湯圖書，2005年7月5日，ISBN 962878756X
- 與黃敏華合著《情感不良》，陳湘記，2005年7月15日，ISBN 9629320657
- 楔子撰寫《「屹立不賭」故事續寫比賽優秀作品集》[2]，香港教育城，2005年12月1日，ISBN 9889730197
- 小說《熊小說系列1拋棄熊》，天地圖書，2006年7月5日，ISBN 9882115489
- 小說《超凡學生4離校出走》，阿湯圖書，2007年6月11日，ISBN 9789628787791
- 詩集《出沒男孩》，天地圖書，2007年6月15日，ISBN 9882116744
- 小說《熊小說系列2修理熊》，天地圖書，2007年7月18日，ISBN 9789882116771
- 與梁奕倫及周子嘉合著小說《好人有限》[3]，天窗出版社，2007年7月16日，ISBN 9789889989323
- 《自由如綠》（合著），2018年4月，ISBN 9789887866909
  - 其餘作者為董啟章、曹疏影、謝曉虹、鄧小樺、黃碧雲、盧勁馳、何福仁、鄭單衣、周思中、陳麗娟、黃怡、馮睎乾、鍾國強、胡燕青、王良和、陳慧、洪曉嫻、韓麗珠、張婉雯、淮遠、劉芷韻、甄拔濤、陳曦靜，24位香港作家書寫西九植物園區的24種植物，而袁兆昌說的是關於露兜樹的故事。

## 改編漫畫
- 《超凡學生漫畫1》，唐碼(茶杯雜誌)，2004年10月28日，ISBN 9889800225
- 《超凡學生漫畫2》，唐碼(茶杯雜誌)，2004年12月28日，ISBN 9889821567

## 外部連結
- 《袁兆昌個人網頁 - 落伍的前衛 （页面存档备份，存于）》
- 《字花編輯訪問 （页面存档备份，存于）》
- 《袁兆昌訪問 （页面存档备份，存于）》，載香港文匯報，2007年7月2日